# 大阪堂島浜タワー
大阪堂島浜タワー（おおさかどうじまはまタワー）は、大阪市北区堂島浜、御堂筋沿いに位置する超高層ビル。

## 概要
大阪三菱ビルディングの跡地に開発された複合施設である。三菱地所株式会社、三菱商事都市開発株式会社、積水ハウス株式会社、三菱HCキャピタルリアルティ株式会社（三菱HCキャピタル株式会社の100%子会社）が出資する「オーエム４特定目的会社」が開発した。
2020年（令和2年）2月に大阪三菱ビルディングは三菱UFJ銀行より「オーエム４特定目的会社」に譲渡され、その後解体工事が着手された。同年4月17日に大阪都市計画都市再生特別地区（堂島浜一丁目地区）が決定された。2021年（令和3年）1月25日、オーエム4特定目的会社の出資者である三菱地所、三菱商事都市開発、積水ハウス及び三菱HCキャピタル（出資は子会社の旧・MULリアルティインベストメント）から建て替え計画の概要が発表された。同年10月着工、2024年（令和6年）4月に竣工した。
開発の際には、都市再生特別地区の決定に基づき、堂島公園の再整備、堂島浜船着き場の整備も実施した。

## フロア構成・主な入居者
- 1～3階：商業施設・人間ドック・健康診断等施設
- 4～15階：事務所（オフィス）

総貸付面積約6,870坪、ワンフロア約530坪
- 16階：観光展望施設「WowUs」
- 17～31階：ホテル「カンデオホテルズ大阪 ザ・タワー」

カンデオ・ホスピタリティ・マネジメントのフラッグシップホテル。客室数548室（約24～75㎡）、開業日2024年7月17日。

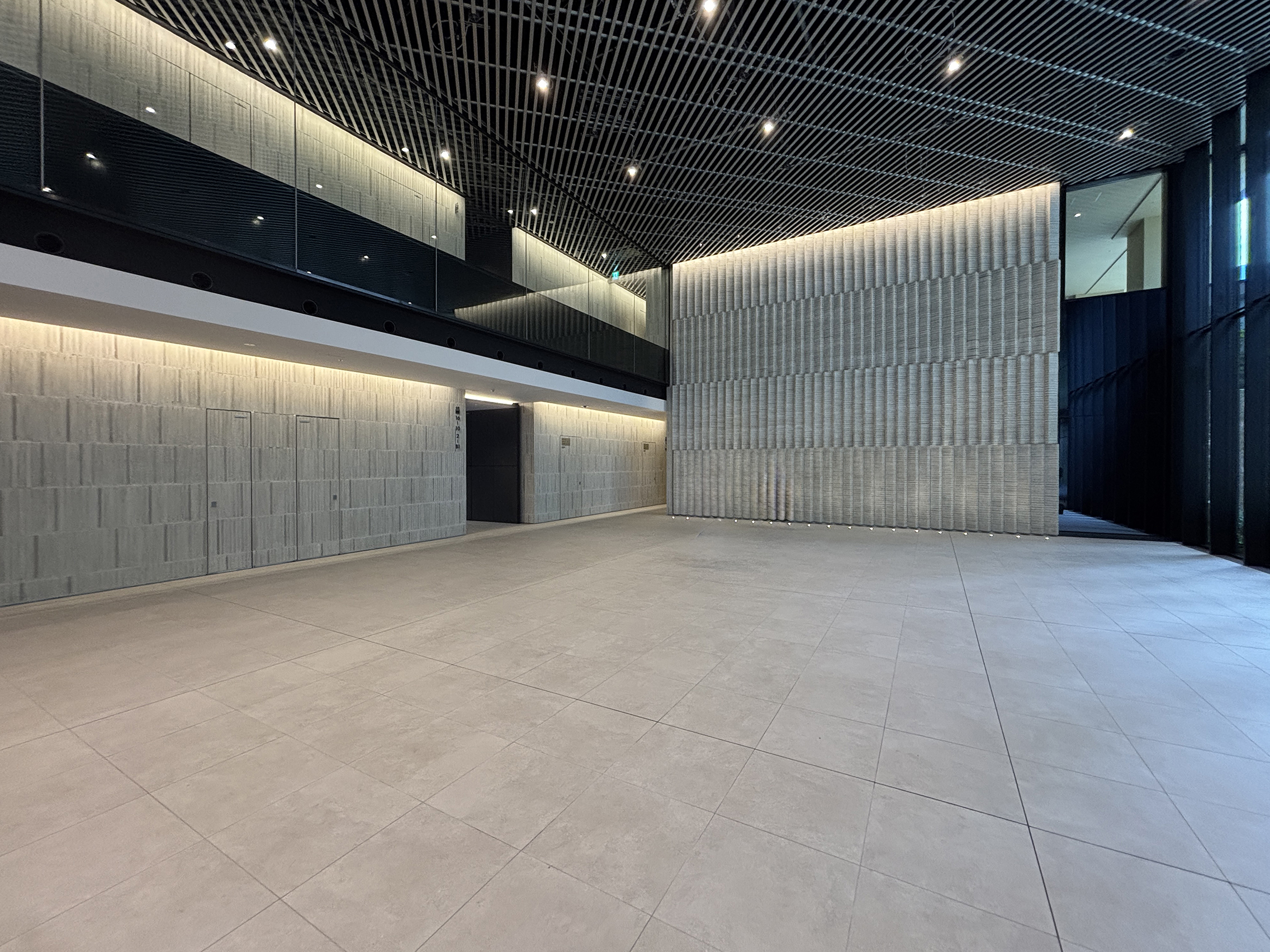
オフィスロビー
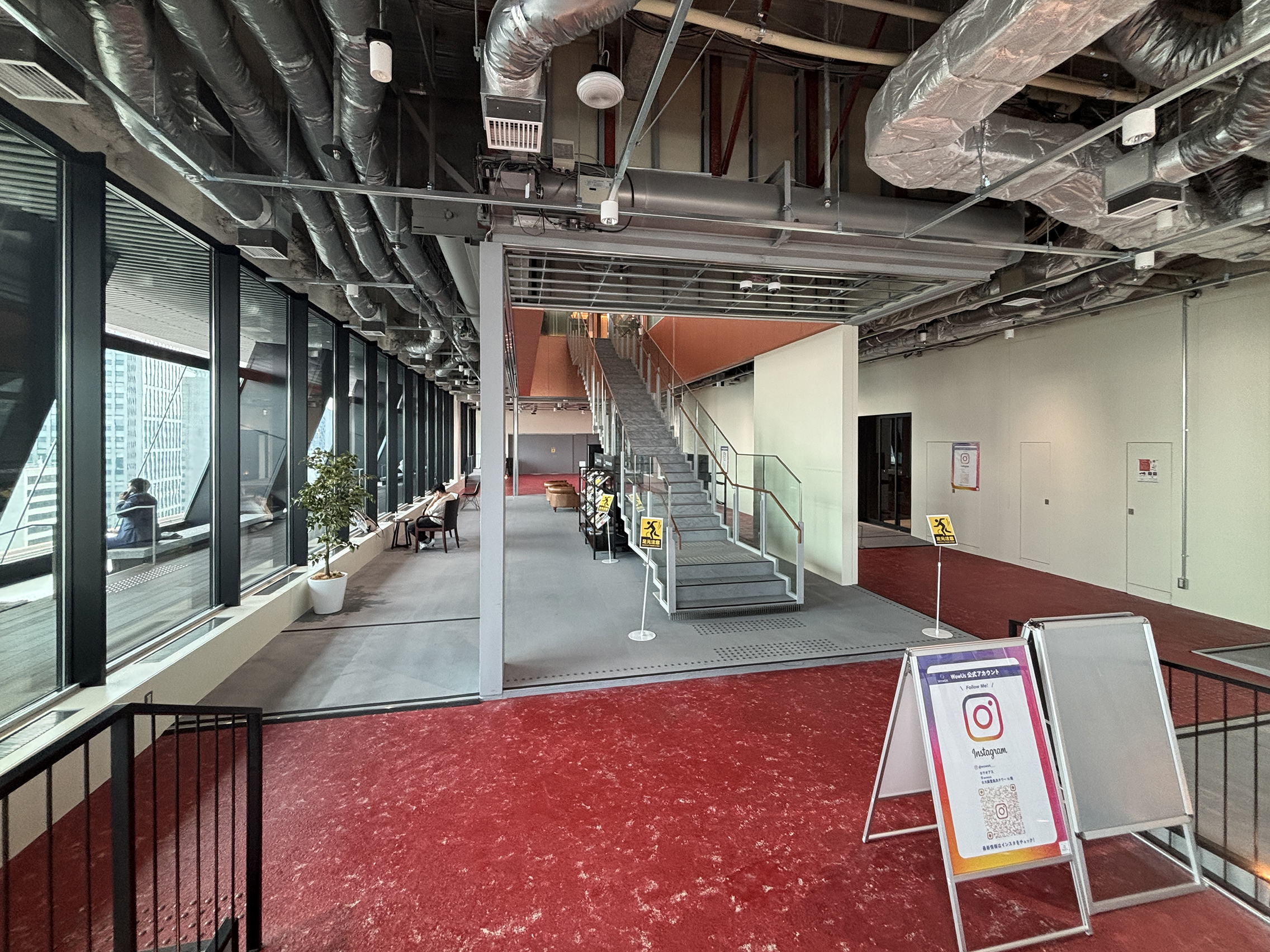
16階観光展望施設「WowUs」
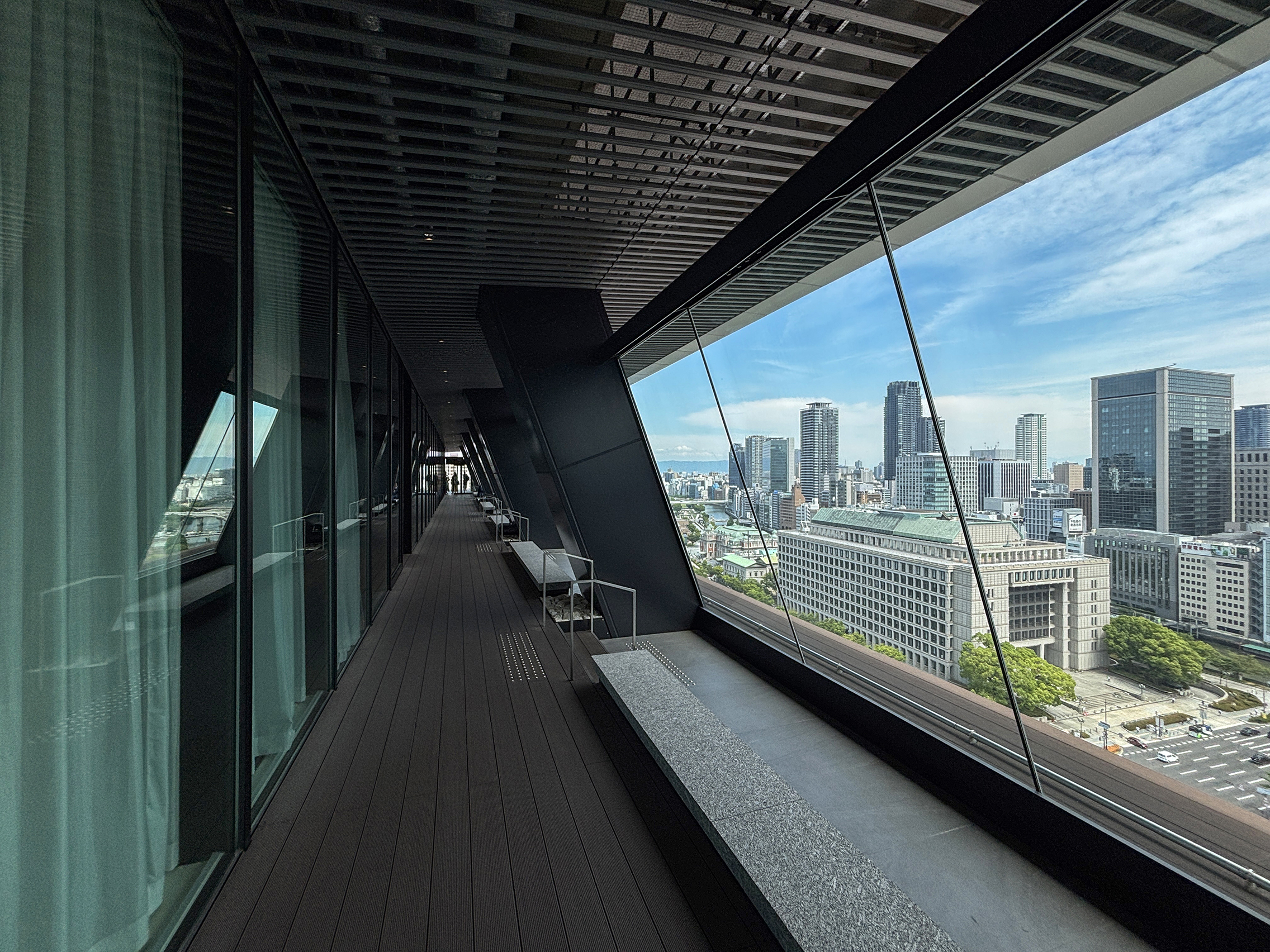
16階展望台
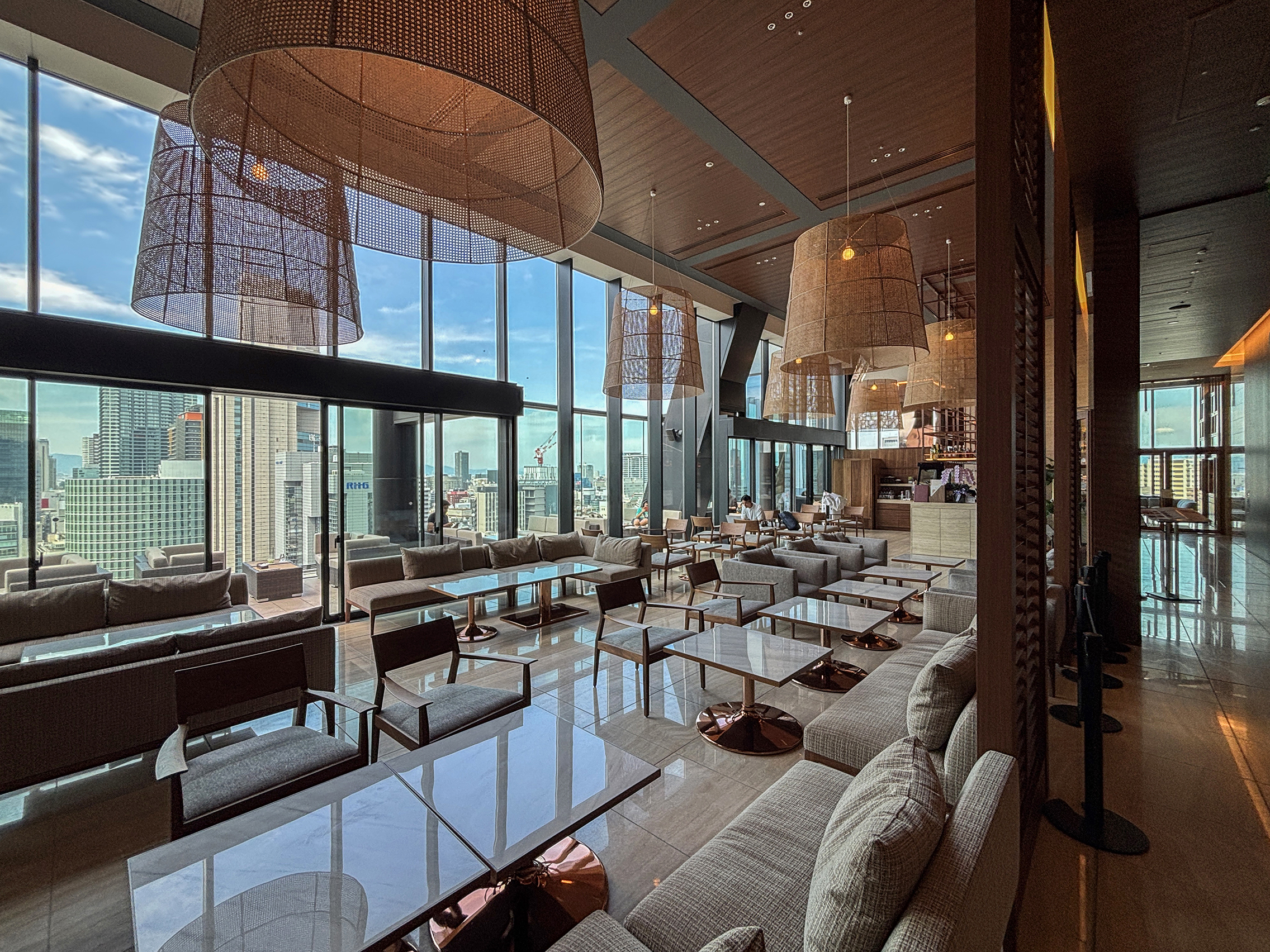
17階カンデオホテルズ大阪 ザ・タワー

## アクセス
- 京阪中之島線 大江橋駅 徒歩2分
- Osaka Metro御堂筋線・京阪本線 淀屋橋駅 徒歩4分